# Municipio de Deer River
El municipio de Deer River (en inglés: Deer River Township) es un municipio ubicado en el condado de Itasca en el estado estadounidense de Minnesota. En el año 2010 tenía una población de 704 habitantes y una densidad poblacional de 7,71 personas por km².

## Geografía
El municipio de Deer River se encuentra ubicado en las coordenadas 47°23′20″N 93°44′58″O / 47.38889, -93.74944. Según la Oficina del Censo de los Estados Unidos, el municipio tiene una superficie total de 91.34 km², de la cual 85,83 km² corresponden a tierra firme y (6,04 %) 5,51 km² es agua.

## Demografía
Según el censo de 2010, había 704 personas residiendo en el municipio de Deer River. La densidad de población era de 7,71 hab./km². De los 704 habitantes, el municipio de Deer River estaba compuesto por el 93,89 % blancos, el 0,14 % eran afroamericanos, el 3,41 % eran amerindios, el 0,14 % eran asiáticos, el 0,28 % eran de otras razas y el 2,13 % eran de una mezcla de razas. Del total de la población el 1,14 % eran hispanos o latinos de cualquier raza.